# Phytocoris heidemanni
Phytocoris heidemanni är en insektsart som beskrevs av Reuter 1909. Phytocoris heidemanni ingår i släktet Phytocoris och familjen ängsskinnbaggar. Inga underarter finns listade i Catalogue of Life.